# Bob Kahn
Bob Kahn, född 23 december 1938 i New York i USA, är en amerikansk elektronikingenjör som under 1980- och 1990-talen tillsammans med Vint Cerf tog fram de grundläggande protokollen för internet – Transmission Control Protocol (TCP) och Internet Protocol (IP).
Kahn växte upp i en judisk familj i Brooklyn, New York, och är släkt med futuristen Herman Kahn. Efter sin examen som högskoleingenjör i elektroteknik vid City College of New York 1960 fortsatte Kahn sina studier vid universitetet i Princeton, där han tog mastersexamen 1962 och doktorerade 1964.  
År 1972 började han arbeta för the Information Processing Techniques Office (IPTO) vid DARPA, och presenterade redan samma år på en konferens en första version av ARPANET, genom att koppla samman ett tjugotal datorer. Han bidrog sedan till utvecklingen av TCP/IP-protokollen för att koppla ihop datorer i nätverk. Som föreståndare för IPTO startade han 1983 det statsfinansierade forskningsprogrammet Strategic Computing Initiative. Efter 13 år vid DARPA grundade han 1986 den ideella organisationen Corporation for National Research Initiatives (CNRI) där han så sent som 2018 ännu var både styrelseordförande och vd.

## Internet
Det var under arbetet med paket-teknik för satellitnätverk Kahn fick de första idéerna för vad som senare skulle bli TCP (Transmission control protocol), som avsågs att ersätta ett äldre nätverksprotokollet NCP (Network Control Program), som användes för ARPANET. Kahn spelade en avgörande roll för att utveckla grunderna till den öppna arkitektur som skulle ge datorer och nätverk världen över möjlighet att kommunicera med varandra, oavsett vilken hårdvara eller mjukvara som användes av datorer på de olika nätverken.
Några vägledande idéer för detta var 
- att låta delar av nätverken kommunicera via gateways (numera kallade routrar)
- att nätverket inte skulle vara beroende av någon enskild punkt
- att varje datapaket skulle tilldelas ett sekvensnummer, så att de plockas ihop i rätt ordning
- att mottagande datorer skulle bekräfta mottagningen med ett "returpaket"
- att data skickad från en dator till en annan skulle skickas igen, om det inte nått sitt mål
- att varje informationsbit skulle åtföljas av en kontrollsumma, för att garantera att informationen var korrekt och inte skadad

Våren 1973 anslöt sig Vint Cerf till projektet, och de färdigställde tillsammans de tidigaste versionerna av TCP. År 1992 grundade de båda organisationen Internet Society, för att samordna och leda utvecklingen av internetstandarder, regelverk och utbildning.

## Utmärkelser i urval
För sina insatser som internetpionjär har Kahn – ofta tillsammans med Vint Cerf – bland annat belönats med National Medal of Technology and Innovation (1997), Turingpriset (2004), Frihetsmedaljen (2005), Japanpriset (2008) och Queen Elizabeth Prize for Engineering (2013).
År 2012 valdes han – som pionjär – in i Internet Hall of Fame.
Bob Khan har också utsetts till hedersdoktor, bland annat vid Princeton University, ETH i Zürich,  universitetet i Pavia och University of Maryland.

## Publikationer
- Vint Cerf & Bob Kahn, Al Gore and the Internet, 2000-09-28[3]